# Sony Ericsson K790
K790 od Sony Ericssonu je jeden z modelů, který má fotoaparát od Cyber-shotu s rozlišením 3,2 megapixelů. Datové přenosy má přes Bluetooth a infračervený port. Je velmi podobný SE K800. Na rozdíl od něj má EDGE, ale nepodporuje 3G sítě, díky kterým lze uskutečňovat videohovory.

## Barevné variace
- černá se stříbrnou
- mosazná

## Podobné modely
(se stejnou značkou fotoaparátu)
- K800i (3,2 Mpix, Cyber-shot)
- K810i (3,2 Mpix, Cyber-shot)
- K850i (5 Mpix, Cyber-shot)